# Pludwiny
Pludwiny – wieś w Polsce położona w województwie łódzkim, w powiecie zgierskim, w gminie Stryków.
W latach 1975–1998 miejscowość administracyjnie należała do ówczesnego województwa łódzkiego.
Wierni Kościola Katolickiego należą do parafii św. Szczepana w Koźlu.
7 września 1939 żołnierze Wehrmachtu zamordowali Ignacego Świderskiego a 11 września zastrzelili 11 osób (trzy ofiary zidentyfikowano) i spalili 60 gospodarstw.